# Gocanówko
Gocanówko – wieś w Polsce, położona w województwie kujawsko-pomorskim, w powiecie inowrocławskim, w gminie Kruszwica.

## Podział administracyjny
W latach 1975–1998 miejscowość administracyjnie należała do województwa bydgoskiego.

## Demografia
Według Narodowego Spisu Powszechnego (III 2011 r.) wieś liczyła 215 mieszkańców. Jest dwudziestą co do wielkości miejscowością gminy Kruszwica.

## Krótki opis
W Gocanówku znajduje się figura Matki Boskiej, pałac po byłym właścicielu wsi (Trzcińskim), świetlica wiejska, boisko piłkarskie i wieża telekomunikacyjna.